# Peter Noble (Fußballspieler)
Peter Noble (* 19. August 1944 in Sunderland, Tyne and Wear; † 6. Mai 2017) war ein englischer Fußballspieler.

## Sportlicher Werdegang
Noble begann seine Karriere als Amateurspieler beim AFC Consett im Non-League Football, parallel arbeitete er hauptberuflich als Maler und Dekorateur. 1964 wechselte er als Profi zu Newcastle United in die Second Division, mit dem er am Ende seiner ersten Spielzeit in die First Division aufstieg. In den fast vier von Verletzungen überschatteten Jahren in Tyne and Wear setzte sich der Stürmer jedoch nicht dauerhaft durch und wurde nach insgesamt lediglich 25 Ligaeinsätzen im Januar 1968 an Swindon Town in die Third Division veräußert. 
1969 war für Noble und Swindon Town ein erfolgreiches Jahr, in dem die Mannschaft als Vizemeister hinter dem punktgleichen FC Watford in die zweite Liga aufstieg. Höhepunkt war jedoch das Endspiel um den League Cup gegen den FC Arsenal, das nach Toren von Roger Smart und dem späten Ausgleich von Bobby Gould für die Londoner in die Verlängerung ging. Hier führte Nobles Mannschaftskamerad Don Rogers mit zwei Treffern den Noch-Drittligisten zum ersten nationalen Titelgewinn der Vereinsgeschichte. Diesem folgte ein halbes Jahr später der erste internationale Titelgewinn, als im Aufeinandertreffen des englischen und italienischen Ligapokalgewinners im Rahmen des englisch-italienischen Ligapokals die von Helenio Herrera trainierte Mannschaft des AS Rom nach einer 1:2-Hinspielniederlage mit einem 4:0-Rückspielsieg nahezu deklassiert wurde. Noble hatte dabei im Hinspiel den Treffer für die Engländer markiert. Während sich Swindon Town in der zweiten Spielklasse etablierte, folgte im englisch-italienischen Pokal 1970 durch einen 3:0-Erfolg über den SSC Neapel, bei dem das Spiel vorzeitig wegen Randalen italienischer Anhänger abgebrochen worden war, der nächste Titel.
Nach über 200 Spielen in fünf Spielzeiten wechselte Noble 1973 zum FC Burnley, der in die First Division aufgestiegen war. Zunächst blieb ihm hier nur die Rolle des Ersatzmannes, da Trainer Jimmy Adamson auf die etablierte Formation der Aufstiegsmannschaft setzte. Erst nach einer Verletzung des Abwehrspielers Mick Docherty rückte der vormalige Offensivspieler auf der Innenverteidigerposition in die Mannschaft. Im April 1974 stand er mit der Mannschaft im Endspiel um den Texaco Cup, das jedoch trotz eines Tors von Paul Fletcher bei Gegentoren von Robert Moncur und Malcolm Macdonald zugunsten seines ehemaligen Klubs Newcastle United entschieden wurde. In der folgenden Spielzeit rückte er für den zum FC Everton abgewanderten Martin Dobson ins Mittelfeld und glänzte fortan wieder als regelmäßiger Torschütze. In der Folge erhielt er auch wegen seiner Frisur von den Fans den an Uwe Seeler angelehnten Spitznamen „Uwe“. Nach dem Abstieg des Klubs 1976 in die Zweitklassigkeit blieb er dem Verein treu und wurde später Mannschaftskapitän. Durchwachsene Leistungen in der Liga wurden 1979 durch den Gewinn des Anglo-Scottish Cup überdeckt, als Oldham Athletic mit einem 4:1-Heimsieg und einer 0:1-Auswärtsniederlage besiegt wurde. Noble war dabei neben dem zweifach erfolgreichen Steve Kindon und Jim Thomson als Torschütze in Erscheinung getreten.
Anschließend wurde Noble von Trainer Brian Miller beim im Abstiegskampf befindlichen Klub aussortiert, so dass er sich im Januar 1980 dem Drittligisten FC Blackpool anschloss. Mit diesem stieg er jedoch 1981 an der Seite seines ehemaligen Burnley-Kameraden Fletcher in die viertklassige Fourth Division ab, wo er 1983 im Alter von 38 Jahren seine aktive Laufbahn beendete.
Nach der Fußballkarriere betrieb Noble ein Sportgeschäft in der Innenstadt von Burnley.